# Тачки (фільм)
«Тачки» (англ. Cars) — мультиплікаційний фільм, представлений студією Волта Діснея та виготовлений студією «Pixar». Це сьомий спільний фільм студій Діснея та Pixar та останній з фільмів виготовлених ними за домовленістю перед тим, як студія Діснея купила Pixar. Є першою частиною франшизи про Тачки. Фільм режисовано Джоном Лассетером («Історія іграшок», «Життя жуків», «Історія іграшок 2»). Дія фільму відбувається у світі, населеному антропоморфними автомобілями та іншими транспортними засобами. Історія розповідає про егоїстиного та молодого гоночного автомобіля на ім'я Блискавка МакВін, який за певних обставин потрапляє до невеликого містечка, де він знайомиться з місцевими тачками та починає проявляти повагу до інших. Фільм отримав позитивні оцінки від критиків та мав комерційний успіх, зібравши 462 млн. доларів.
В український прокат стрічка вийшла 15 червня 2006 року. Тачки стали першим мультфільмом з офіційним українським дубляжем, після приняття закону про впровадження обов'язкового дублювання українською. 23 червня 2011 року вийшло продовження мультфільму «Тачки 2», у якому Блискавка Маквін із друзями вирушає у навколосвітню подорож і бере участь у найвідоміших перегонах.
Студія DisneyToon Studios також створила спін-офф Літачки, де всі герої мультфільму - літаки.

## Сюжет
Блискавка МакКвін — молодий перспективний гоночний автомобіль, що бере участь у змаганнях за престижний приз, Кубок Великого Поршня. Надзвичайна здібність Блискавки забезпечили йому стрімку кар'єру та популярність, але разом з тим швидкий успіх закрутив молодому таланту голову, зробивши його зарозумілим та занадто самовпевненим.
Тим часом перша гонка не виявила переможця, тож фінальний заїзд має відбутись у Лос-Анджелесі (Каліфорнія). Туди і вирушає Блискавка. Але, через випадковий збіг обставин, замість Каліфорнії він потрапляє до невеличкого селища Радіаторний Рай, якому спричиняє чималих збитків, ненавмисно вщент зіпсувавши його головну вулицю. Розгнівані мешканці Радіаторного Раю ухвалюють ув'язнити Блискавку та не відпускати його доки він не відремонтує пошкоджену ним дорогу.
Радіаторний Рай колись був розвиненим торговельним містечком, вигідно розташованим біля траси. Подорожні охоче заїжджали до місцевих магазинів та заправок, а місцеві мешканці залюбки постачали їм усе необхідне та отримували за це чесно зароблені гроші. Пастораль скінчилась, коли віддалік було збудовано нову, сучаснішу магістраль, що замінила собою стару трасу. Місто вмить опинилось далеко на узбіччі, покупці перестали його відвідувати, скоро воно зникло з автомобільних карт і мешканці потроху його покинули. Проте ті, хто залишився, усіма силами підтримують містечко та одне одного, плекаючи надію, що люди якось повернуться і життя у місті відновиться.
Спочатку, Блискавка з презирством ставиться до жителів містечка, але з часом він починає їх розуміти, знаходить нових друзів і навіть виявляє симпатію до місцевої гарненької машинки Саллі. Він також дізнається, що мер Радіаторного Раю, Док, в минулому відомий гонщик, власник трьох Кубків Великого Поршня. Док дає Блискавці кілька порад щодо швидкої їзди.
Тим часом в Каліфорнії всі спантеличені зникненням гонщика. Його оголошено в розшук. Несподівано хтось повідомляє про місцезнаходження МакКвіна. В Радіаторний Рай прибувають журналісти і агент Блискавки. Він разом з ними покидає Радіаторний Рай. З'ясовується, що це Док подзвонив журналістам.
Блискавка прибуває в Каліфорнію і змагається зі своїми суперниками: Королем перегонів та вічним срібним призером Шиком Гіксом. Під час технічної зупинки Блискавка зустрічається зі своїми друзями з Радіаторного Раю. Завдяки їм до фінішу він іде першим, адже тепер йому міняють шини швидше, ніж іншим учасникам. До перемоги лишається кілька метрів і Блискавка помічає, що Король потрапив в аварію, спричинену Шиком, і сам до фінішу не доїде. Він свідомо, віддаючи перемогу Шику, розвертається і під'їхавши до Короля зі словами «Король не може не доїхати до фінішу», штовхає його до фінішу.
Кубок виграв Шик, але слава дісталася Блискавці. За його допомогою в Радіаторний Рай повернулося життя.

## Прокат в Україні
Мультфільм «Тачки» — один з перших іноземних повнометражних анімаційних фільмів, що вийшов у прокат з українським дубляжем. Разом з українським дубляжем, в український прокат також вийшли фільмокопії дубльовані російською (всього у прем'єрний тиждень 15 червня 2006 року вийшло багато фільмокопій у співвідношенні 50% на 50%).
Як сказав український дистриб'ютор стрічки B&H Film Distribuiton, дубляж мультфільму українською мовою окупився і був на 15% (за іншими даними на 30%) успішнішим за прокат версії російською.
Компанія B&H Film Distribution оприлюднила порівняльні дані прокату україномовної та російськомовної версій анімаційної стрічки «Тачки». На україномовні «Тачки» серед глядачів був більший попит, ніж на російськомовні. Українській версії стрічки віддало перевагу на 15 % більше глядачів, ніж російській. У російськомовній зацікавленими виявились у Харкові та Києві. Часом, це було пов'язано із тим, що у багатьох кінотеатрах російськомовній версії стрічки надавалась перевага у показі і їх ставили на сеанси у найвідвідуванішу пору дня. Проте глядачів Донецька та Дніпра зацікавив саме україномовний варіант. Тут варто зауважити, що в більшості міст прокатники отримали обидві версії стрічки, а у Львові фільм демонстрували лише в україномовному варіанті, тож це місто в цей порівняльний аналіз не потрапило, хоч і там фільм мав великий успіх. І деякі глядачі аж ніяк не того віку, на який розраховано мультик, пішли в кіно саме тому, щоб почути й оцінити якість українського перекладу.
Отже, середня кількість глядачів на сеансі української версії стрічки порівняно з кількістю глядачів російськомовної версії:
| Київ:             | −2 %  |
| Донецьк:          | +16 % |
| Дніпро:           | +36 % |
| Харків:           | −36 % |
| Інші кінотеатри:  | +10 % |
| Загалом на фільм: | +15 % |

## Український дубляж
Дубляж фільму було створено у 2006 році за посередництва кількох студій на замовлення «Disney Character Voices International». Звук для дубляжу фільму записано на українській студії «Pteroduction Sound», а зведення та виготовлення закінченої мовної версії виконав український підрозділ російської студії «Невафільм Україна». Кастингом керував директор Відділу акторських голосів компанії «Disney Character Voices International» Маріуш Яворовський, що спеціально задля цього приїхав до Києва. Автори дубляжи вирішили відійти від ідеального перекладу, добавляючи локальні жарти. 
- Переклад і автор синхронного тексту — Олекса Негребецький
- Режисер дубляжу — Костянтин Лінартович
- Звукорежисер — Олег Кульчицький
- Звукомонтажери — Тетяна Гожікова, Світлана Іванова
- Звукорежисер перезапису — Владислав Іваровський
- Творчий консультант — Маріуш Арно Яворовський

| Персонаж (оригінальне ім'я)           | Оригінальне озвучення | Український дубляж       |
| ------------------------------------- | --------------------- | ------------------------ |
| Блискавка МакКвін (Lightning McQueen) | Овен Вілсон           | Остап Ступка             |
| Док Гадсон (Doc Hudson)               | Пол Ньюман            | Олександр Ігнатуша       |
| Сирник (Mater)                        | Ларрі Кейбл Гай       | Юрій Коваленко           |
| Саллі Каррера (Sally Carrera)         | Бонні Гант            | Ольга Сумська            |
| Шик Гікс (Chick Hicks)                | Майкл Кітон           | Андрій Середа            |
| Мак (Mack)                            | Джон Ратценбергер     | Володимир Жогло          |
| Доливай (Fillmore)                    | Джордж Карлін         | Володимир Терещук        |
| Сержант (Sarge)                       | Пол Дулі              | Костянтин Лінартович     |
| Луїджі (Luigi)                        | Тоні Шалуб            | Юрій Коваленко           |
| Гвідо (Guido)                         | Данило де Гіроламо    | Данило де Гіроламо       |
| Рамон (Ramone)                        | Чіч Марін             | Максим Кондратюк         |
| Фло (Flo)                             | Дженіфер Льюїс        | Наталя Надірадзе         |
| Шериф (Sheriff)                       | Майкл Волліс          | Володимир Нечепоренко    |
| Ліззі (Lizzie)                        | Кетрін Гелмонд        | Валентина Зимня          |
| Король (The King)                     | Річард Петті          | Євген Малуха             |
| Пані Король (Mrs. The King)           | Лінда Петті           | Валентина Гришокіна      |
| Тех (Tex)                             | Х. А. «Гампі» Вілер   | Володимир Задніпровський |
| Гарв (Harv)                           | Джеремі Півен         | Євген Шах                |
| Боб Картер (Bob Cutlass)              | Боб Костас            | Анатолій Зіновенко       |
| Даррел Кардан (Darrell Cartrip)       | Даррел Волтріп        | Роман Семисал            |
| Джей Лімо (Jay Limo)                  | Джей Лено             | Роман Чорний             |
| Корі Турбович (Kori Turbowitz)        | Сара Кларк            | Лариса Руснак            |
| Брень (Dusty)                         | Рей Маґліоззі         | Володимир Мельник        |
| Дзень (Rusty)                         | Том Маґліоззі         | Володимир Голосняк       |
| Не Чак (Not Chuck)                    | Майк Нельсон          | Роман Чорний             |
| Бусик (Van)                           | Річард Кайнд          | Юрій Ребрик              |
| Буся (Minny)                          | Еді МакКларґ          | Ірина Дорошенко          |
| Фред (Fred)                           | Ендрю Стентон         | Юрій Ребрик              |
| Тіа (Tia)                             | Елісса Найт           | Ольга Гузь               |
| Міа (Mia)                             | Ліндсі Коллінз        | Ольга Гузь               |
| Петербілт (Peterbilt)                 | Джо Ранфт             | Володимир Мельник        |
| Крилун (Wingo)                        | Адріан Очоа           | Роман Чорний             |
| Шмаркач (Snot Rod)                    | Лоу Романо            | Олександр Форманчук      |
| Форсаж (Boost)                        | Джонас Рівера         | Дмитро Лінартович        |
| Ді Джей (DJ)                          | Е. Дж. Головіцкі      | Дмитро Сова              |
| Маріо Андретті (Mario Andretti)       | Маріо Андретті        | Роман Семисал            |
| Міхаель Шумахер (Michael Schumacher)  | Міхаель Шумахер       | Володимир Голосняк       |

А також: Хікарі Йоно, Вікторія Косова, Інна Бєлікова.

## Кошторис та касові збори
Кошторис фільму склав $120 мільйонів доларів. Світові касові збори стрічки склали майже $462 мільйона доларів.

## Цікаві факти
- У мультфільмі використано сюжетні мотиви фільму «Доктор Голлівуд» (Doc Hollywood, 1991), герой якого, модний пластичний хірург, отримує пропозицію працювати в одній з голлівудських клінік, але дорогою в Лос-Анджелес стає винуватцем аварії в маленькому провінційному містечку і засуджується до відшкодування створеної ним шкоди.
- У фільмі звучить пісня «Route 66», яку виконує Чак Беррі.
- У фільмі є короткий епізод, де з'являється Міхаель Шумахер у вигляді машини Ferrari. В оригінальній озвучці його озвучив сам Міхаель Шумахер. Також у маленькому епізоді з'явився і озвучив самого себе ще один всесвітньо відомий гонщик — Маріо Андретті.
- Автором синхронного тексту став Олекса Негребецький, який також був відповідальний за український переклад серіалу Альф.
- В українському дубляжі, Юрій Коваленко водночас озвучував Сирника та Луїджі, хоча за правилами Діснею актор дубляжу має озвучати одного персонажа.

## Номінації і призи
- Фільм було номіновано на «Оскар» в номінації «Найкращий повнометражний мультфільм», однак поступився премією фільму «Веселі ніжки» («Happy feet»). Пісня автора Ренді Ньюмана для цього фільму «Our Town» у виконанні Джеймса Тейлора також була номінована на «Оскар».
- Фільм удостоєний премії «Енні» в номінаціях «Найкращий повнометражний мультфільм» і «Найкраща музика до повнометражного мультфільму» (композитор Ренді Ньюман), номінувався також в категоріях «Найкраща робота художника-постановника в повнометражному мультфільмі», «Найкращий сценарій повнометражного мультфільму», «Найкращі спецефекти у повнометражному мультфільмі», «Найкраща режисура повнометражного мультфільму» і «Найкращі персонажі в повнометражному мультфільмі».

## Зауваги
1. ↑  Першим дубльованим українською мультфільмом був мультфільм Карлсон, який було продубльовано у березні 2006 року